# Kissed
Kissed ist ein kanadischer Spielfilm von Lynne Stopkewich, die zu dem Drama auch das Drehbuch schrieb. Er basiert auf einer Kurzgeschichte von Barbara Gowdy mit dem Originaltitel „We so Seldom Look on Love“ und feierte am 7. September 1996 auf dem Toronto International Film Festival Premiere.

## Handlung
Sandra, eine junge Frau, die als Lehrling in einem Leichenhaus angestellt ist, hatte schon als Kind ein großes Interesse an toten Tieren. An ihrem Arbeitsplatz lebt sie ihre nekrophilen Neigungen an Männerleichen aus, dann lernt sie den Medizinstudenten Matt kennen, der von ihren sexuellen Vorlieben nicht abgestoßen ist und sich in sie verliebt. Sandra kommt jedoch nicht von ihrer Leidenschaft für Tote los, so dass Matt im Folgenden lernen muss, diese zu akzeptieren und dabei eine fatale Entscheidung fällt.

## Kritik
„Das Debüt der jungen kanadischen Regisseurin Lynne Stopkewich ist kein spektakulärer Film, dafür aber umso einprägsamer. Kissed ist keine Konsumware und keine nekrophile Bedürfnisbefriedigung. Eigentlich ist Kissed nicht einmal ein Film über den Tod, sondern erzählt von der Unfähigkeit zu leben.“

„In hypnotisch-schöne Bilder verpackter Film über das Tabuthema Nekrophilie und die Geschichte einer absoluten Liebe.“

„Ein eindringlicher Debütfilm, der die abseitige Empfindung mehr darstellt als erklärt und unreflektiert eine weitverbreitete esoterische Lichtmetaphorik als Faktum übernimmt. Obwohl der Tod zum bloßen Übergang entwirklicht wird, gräbt sich die Vision eines liebevollen Umgangs mit Verstorbenen ins Gedächtnis ein.“